# DBFS
dBFS, englische Abkürzung für Decibels relative to full scale, ist die logarithmische Einheit mit absoluter, oft linearer Skala in einem digitalen tontechnischen System.
Ein maximaler analoger Momentanwert erzeugt dabei näherungsweise einen maximalen positiven oder negativen digitalen Abtastwert, entsprechend der digitalen Wortbreite des A/D-Wandlers; eine Aussteuerungsreserve ist nicht vorhanden. Geringere Momentanwerte der analogen Eingangsgröße ergeben entsprechend Abtastwerte mit kleinerem Absolutwert. Aus dem Verhältnis des tatsächlichen Werts zum Maximalwert wird ein logarithmisches Maß gewonnen und entsprechend in Dezibel ausgedrückt. In der digitalen Domäne können die Werte in dBFS daher für einen einzelnen Abstastwert nur negative Werte bzw. 0 annehmen.

## Spitzenwert (Scheitelwert)

Clipping einer digitalen Wellenform

0 dBFS stellt den höchstmöglichen Pegelwert dar, z. B. die maximalen Abtastwerte +32767/−32768 bei einer Wortbreite von 16 Bit. Ein D/A-Wandler kann aber in speziellen Fällen höhere Pegel (in der analogen Domäne) generieren, dies kann sich aus besonders gewählten digitalen Samples, der Wellenform und den Wandlereigenschaften ergeben.

## Effektivwert
Für die Mittelwert-Bildung einer Zahlen- oder Messreihe ist im Audiobereich der Effektivwert gut geeignet. Sein mechanisches Vorbild aus der analogen Welt ist das Dreheisenmesswerk.
In der Praxis werden zwei verschiedene Effektivwerte angewendet, die sich in der Definition des 0 dBFS-Pegels unterscheiden:
- englisch Full Scale Square Wave: Mit 0 dBFS wird der Effektivwert der maximal möglichen Rechteckschwingung bezeichnet. Eine Sinusschwingung mit maximaler Aussteuerung weist damit im Effektivwert (RMS) einen Pegel von −3 dBFS auf. Die Definition Full Scale Square Wave wird in manchen Audio-Bearbeitungsprogrammen genutzt und liegt der Festlegung der Lautheit nach dem Standard ITU-R  BS.1770 zugrunde und wird in LKFS ausgedrückt.[2]

- englisch Full Scale Sine Wave: In dieser Definition wird der Effektivwert der maximal möglichen Sinusschwingung um 3 dB auf 0 dBFS angehoben. Daraus folgt, dass eine Rechteckschwingung, deren höchstes Einzelsample in der Spitze 0 dBFS erreicht, effektiv mit +3 dBFS RMS angezeigt wird. Die FS Sine Wave-Definition ist in der professionellen digitalen Tontechnik üblich.[3] Bei dieser Festlegung wird ein Testsinuston in Vollpegel auf dem Aussteuerungsmesser mit 0 dBFS (RMS) dargestellt. Die FS-Square-Wave-Darstellung (−3 dBFS) dieses Sinus-Tones würde zu der falschen Annahme führen, er habe die Vollaussteuerung noch nicht erreicht.

Zur Abgrenzung von der Spitzenwertdefinition mit einer Rechteckschwingung wird bei der Festlegung als FS-Sine Wave die Bezeichnung dBFS RMS verwendet. Man spricht auch von englisch intrinsic level.